# Roots of a Revolution
Roots of a Revolution é a primeira de diversas coletâneas lançadas pela Polydor Records cobrindo vários períodos da carreira de James Brown. Este álbum duplo cobre o período de 1956 até 1963, mas omite alguns dos grandes sucessos de Brown daquele período, e que podem ser achados no box set Star Time. A maioria das canções foi gravada por Brown com seu grupo vocal, os The Famous Flames.

## Lista de faixas
Todas as faixas compostas por James Brown; exceto onde indicado
Disco 1
1. "I Feel That Old Feeling Coming On" (Nafloyd Scott, Nashpendle Knox)
2. "No, No, No, No"
3. "Hold My Baby's Hand" (Bobby Byrd, James Brown, Nafloyd Scott, William Lee Diamond Smith)
4. "Chonnie-On-Chon" (Bobby Byrd, James Brown, Nafloyd Scott, William Lee Diamond Smith)
5. "Just Won't Do Right"
6. "Let's Make It"
7. "Fine Old Foxy Self"
8. "Why Does Everything Happen to Me"
9. "Begging, Begging" (Jessy D. Dixon, Rudolph Toombs)
10. "That Dood It" (Rose Marie McCoy, Rudolph Toombs)
11. "There Must Be a Reason"
12. "I Want You So Bad"
13. "Don't Let It Happen to Me"
14. "Bewildered" (Leonard Whitcup, Teddy Powell)
15. "Doodle Bug" (Instrumental) (James Brown, J.C. Davis)
16. "This Old Heart"
17. Studio Dialogue
18. "I'll Never Let You Go"
19. Studio Dialogue
20. "You've Got The Power" (dueto com Bea Ford) (James Brown, Johnny Terry)
21. "Baby, You're Right" (James Brown, Joe Tex)
22. "I Don't Mind"

Disco 2
1. "Come Over Here"
2. "And I Do Just What I Want"
3. "Just You and Me, Darling"
4. "So Long"
5. "Tell Me What You're Gonna Do"
6. "Hold It" (Billy Butler, Clifford Scott)
7. "Dancin' Little Thing" (Hank Ballard)
8. "You Don't Have to Go"
9. "Lost Someone" (Baby Lloyd Stallworth, Bobby Byrd, James Brown)
10. "Shout and Shimmy"
11. "I Found You"
  - Vocais de Yvonne Fair
12. "I Don't Care"
13. "I've Got Money"
14. "Mashed Potatoes U.S.A."
15. "Signed, Sealed and Delivered"
16. Studio Dialogue
17. "Prisoner of Love" (Clarence Gaskill, Leo Robin, Russ Columbo)
18. "I Cried"
  - Vocais de Tammy Montgomery
19. "Oh Baby Don't You Weep Pts 1 & 2"
20. "(Do The) Mashed Potatoes"
21. "Maybe The Last Time" (Ted Wright)